# 2,6-二叔丁基苯酚
2,6-二叔丁基苯酚（英語：2,6-Di-tert-butylphenol，缩写2,6-DTBP）是一种芳香化合物，化学式2,6-((CH3)3C)2C6H3OH，工业上用作紫外线稳定剂和抗氧化剂。